# Илиян Михов
Вижте пояснителната страница за други личности с името Илиян Михов.
Илиян Михов с прякор Баровеца (р. 14 юли 1962 г., Ловеч) е български попфолк певец, музикален педагог и инструменталист.
Репертоарът му е изключително богат – включва руски, сръбски, северномакедонски, италиански, гръцки, испански и много други песни. Свири на кларинет и саксофон.
Прякорът Баровеца идва от песента му „Баровец“ към неговия първи албум със същото име. Членува в българската организация „Музикаутор“ за защита на авторските права.

## Биография
Завършва основно образование в Ловеч и през това време учи музика и започва да свири на кларинет. През 1977 г. е приет да учи в София в Сержантското средно военно-музикално училище „Маестро Георги Атанасов“, което завършва през 1981 г. с отличие и златен медал.
Започва работа в гвардейския духов оркестър като гвардеец, през 1987 г. е повишен в концертмайстор. Остава там до 1995 г. От 1990 до 1995 г. учи и завършва Музикалната академия в Пловдив със специалност „Кларинет“. През 1995 г. е поканен в правителствения оркестър като диригент, но решава да продължи кариерата си като певец.
Около средата на 90-те години започва работа по първия си албум. Поради липса на спонсори записва за своя сметка в студиото на Максим Горанов. След като завършва първия си албум не намира издатели, които да го размножат и разпространяват и със собствени средства го пуска на пазара през 1994 г. със заглавие „Баровец“. Едноименната песен от албума става хит в жанра по това време и му носи известност и прякора, който носи и до днес – Баровеца. Впоследствие издава още 9 албума (един, от които в дует с Бойка Дангова), част от които издава сам, други чрез музикалните компании „Меджик филм“ и „Ара Аудио-видео“.
Освен като певец, той се изявява и като композитор, аранжор и текстописец. Писал е песен за химн на „Литекс“, песен за ЦСКА, за Димитър Бербатов и др.
От 2013 г. също е и преподавател по народно пеене и кларинет в 144-то училище в „Младост 3“.

## Семейство
Женен е с две деца и живее в София. Неговият син Станислав Михов също е певец и се занимава с музика.

## Дискография

### Студийни албуми
- 1994 – „Баровец“
- 1996 – „Обичам живота“
- 1997 – „Браво, шефе“
- 1999 – „Луда чалга“
- 1999 – „Дуетът“, дуетен с Бойка Дангова
- 2000 – „Народни песни от цяла България“
- 2003 – „С усмивка“
- 2007 – „Българин ще си остана“
- 2014 – „Народни песни“

### Компилации
- 1998 – „Избрано от Илиян Михов – Баровеца“

## Награди
- 1999 – награда на журито за текст, музика, аранжимент и изпълнение на песента „Луда чалга“ на фестивала „Златният мустанг“
- 2000 – трета награда за музика, аранжимент и изпълнение на песента „Пръстен за обич“ на фестивала „Пирин фолк“
- 2000 – трето място за изпълнител с песента „Пиян бях“ на фестивала „Златният мустанг“
- 2001 – първа награда за текст, музика, аранжимент и изпълнение на песента „Хей, девойче“, (Пирин фолк)
- 2002 – специална награда за музика и аранжимент на песента „Пиринска богиня“ в изпълнение на Алисия, („Пирин фолк“)
- 2003 – грамота за цялостен принос в развитието на фестивала „Пирин фолк“
- 2007 – първа награда за текст, музика, аранжимент и изпълнение на песента „Хей, девойче“ на „Пирин фолк“